# 八重山事務所
八重山事務所為沖繩縣廳的設置於八重山群島派出機關，負責當地之事務。
過去原根據地方自治法設置支廳－宮古支廳，但在2009年3月沖繩縣進行行政改革時廢止，並改設為現在的八重山事務所。

## 管轄區域
- 石垣市
- 八重山郡
  - 竹富町
  - 與那國町

## 外部連結
- 八重山事務所的官方網頁